# Церква Святої Аліси (Брюссель)
Церква Святої Аліси (фр. Église Sainte-Alice, нід. Sint-Aleydiskerk) — католицький храм, що знаходиться в Брюсселі, Бельгія. Храм освячено на честь святої Аліси.

## Історія
Будівництво храму почалося у 1952 році за проектом архітектора Віллі ван Хове. 13 червня 1953 року був закладений перший камінь кардиналом Йозефом ван Руе. 30 вересня 1954 року храм був освячений . Храм був споруджений на честь святої Аліси, самітниці з абатства Камбр, яка померла у 1259 році в двадцятип'ятирічному віці від прокази. Сучасний храм святої Аліси побудований на місці однойменної церкви 1907 року.

## Галерея

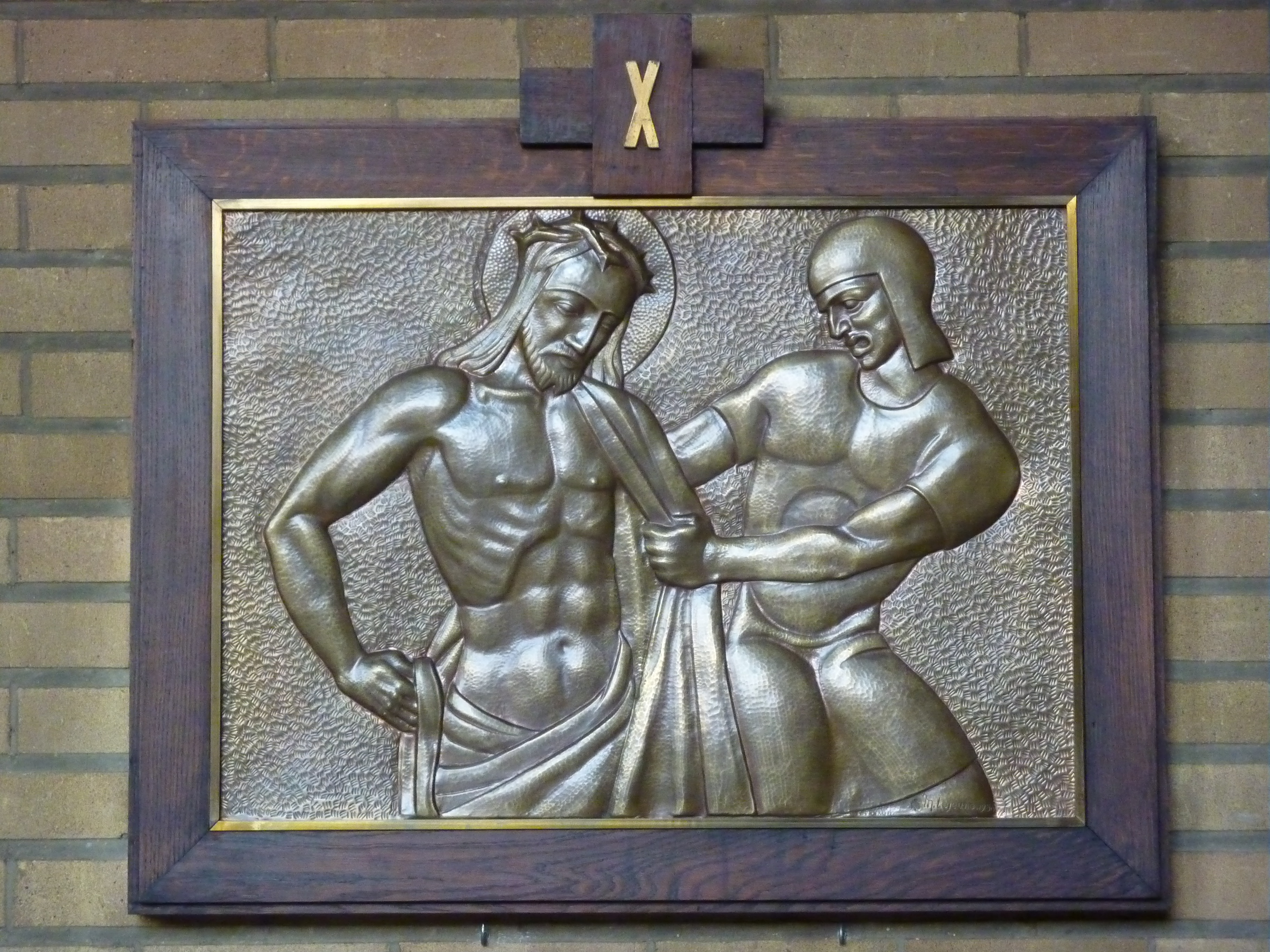
Хресна дорога n°X
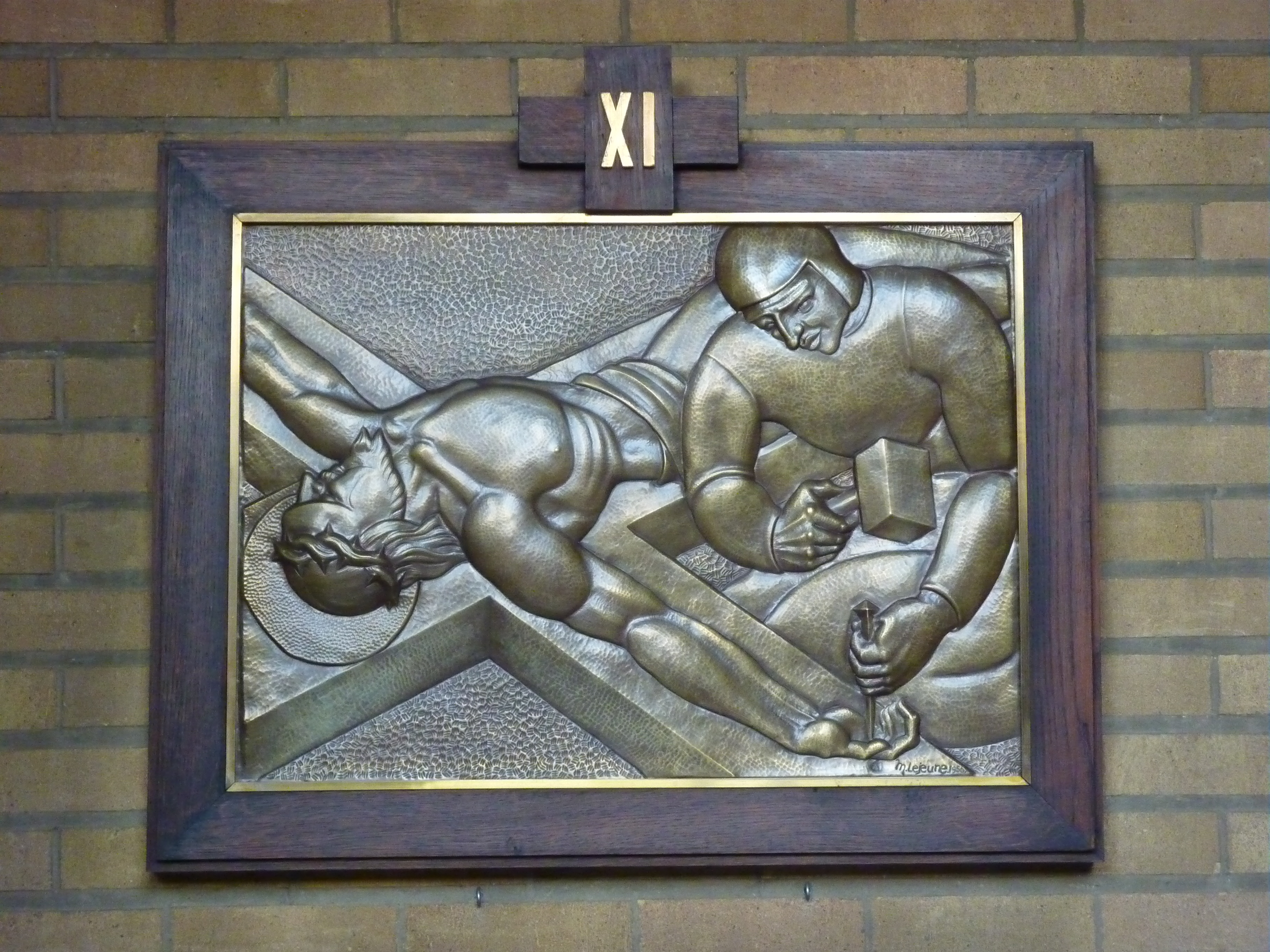
Хресна дорога n°XI
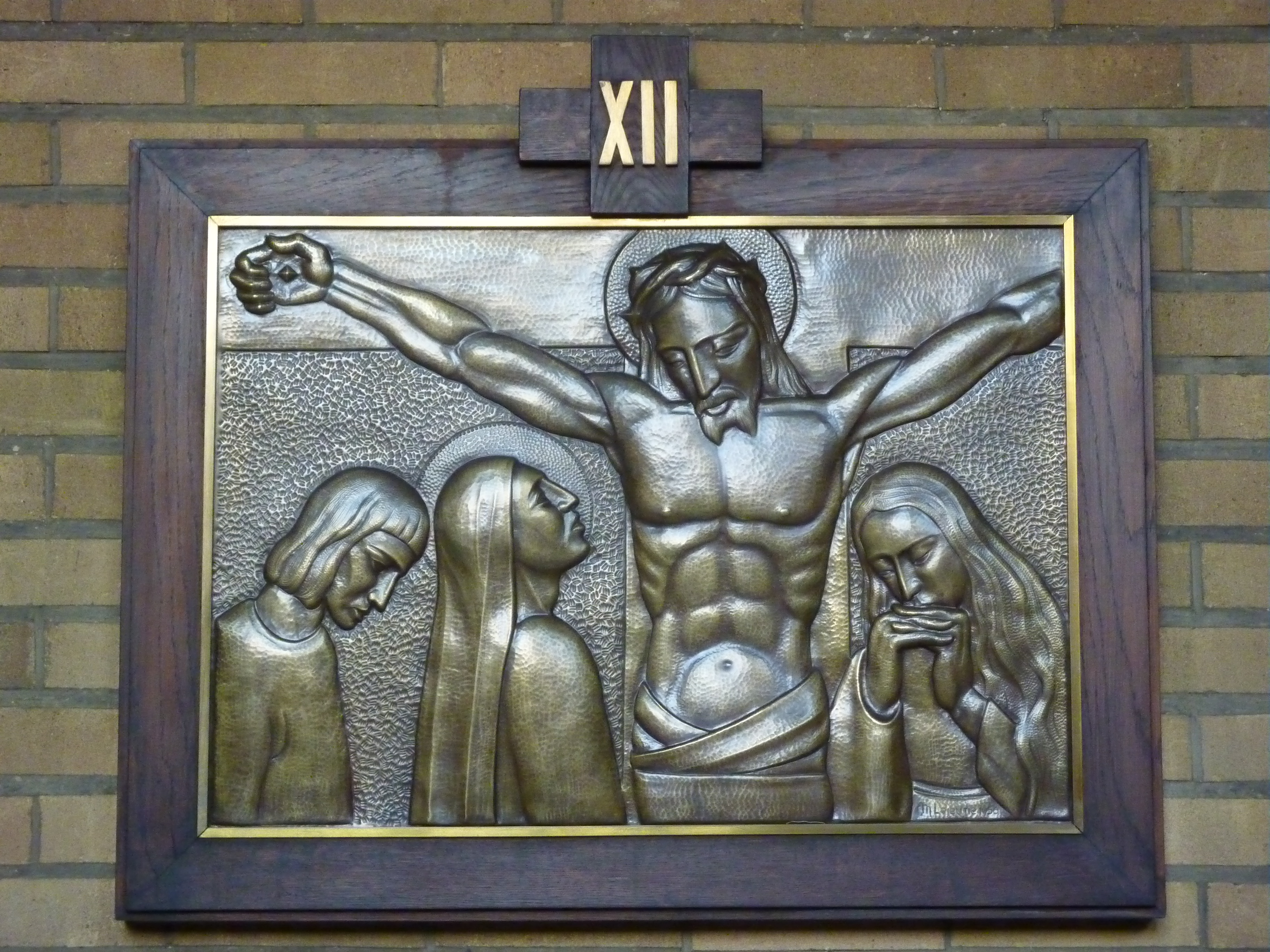
Хресна дорога n°XII
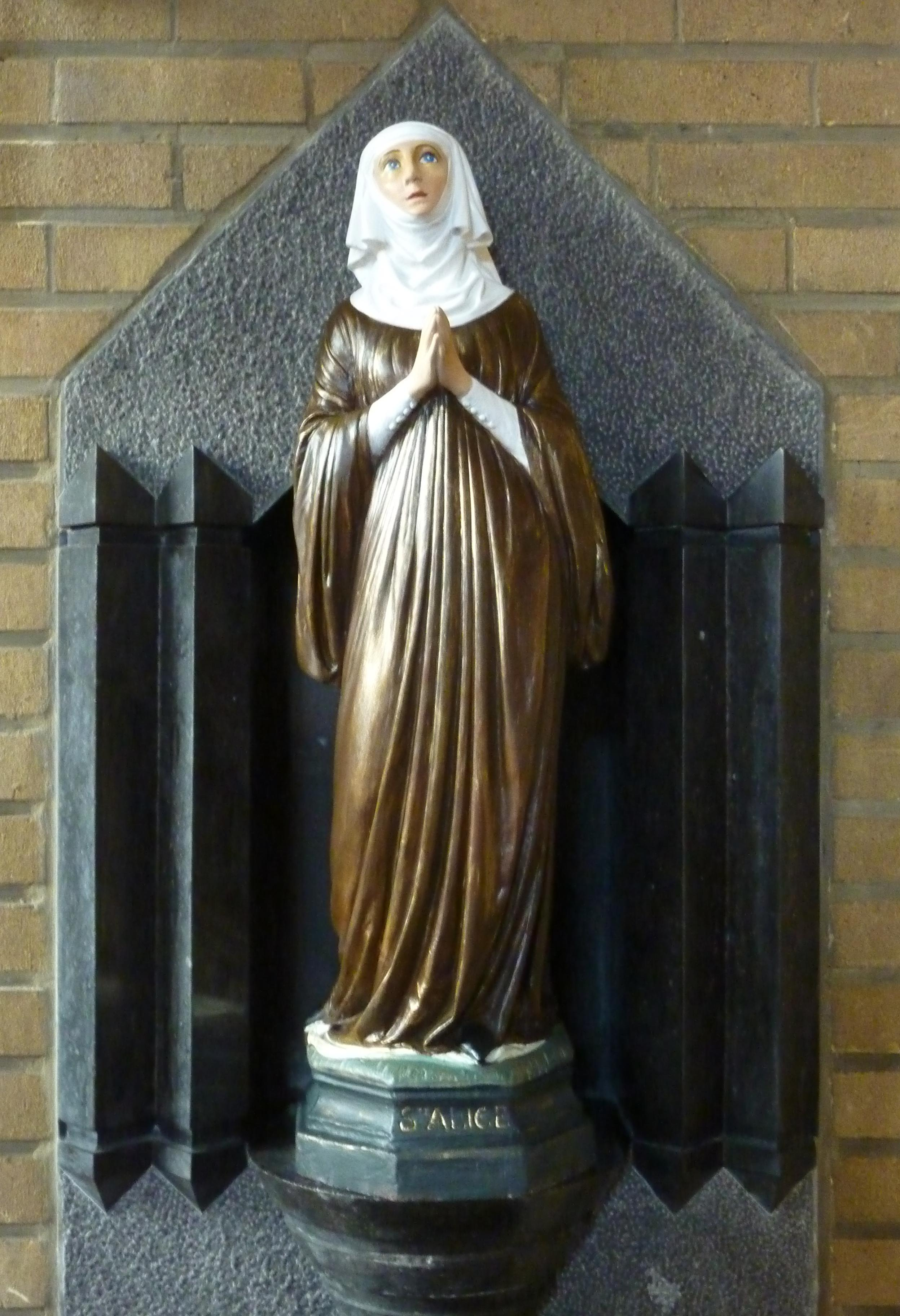
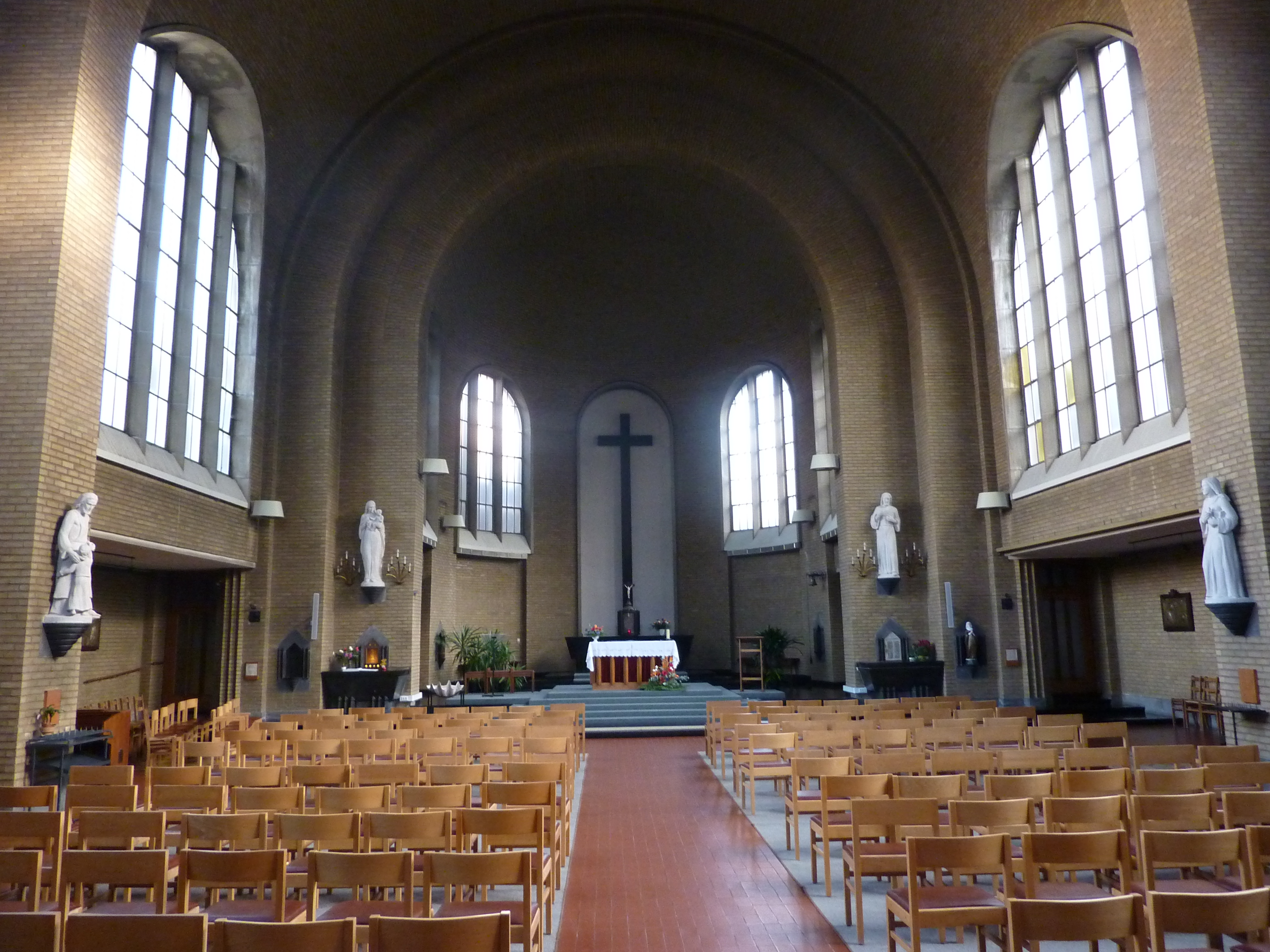
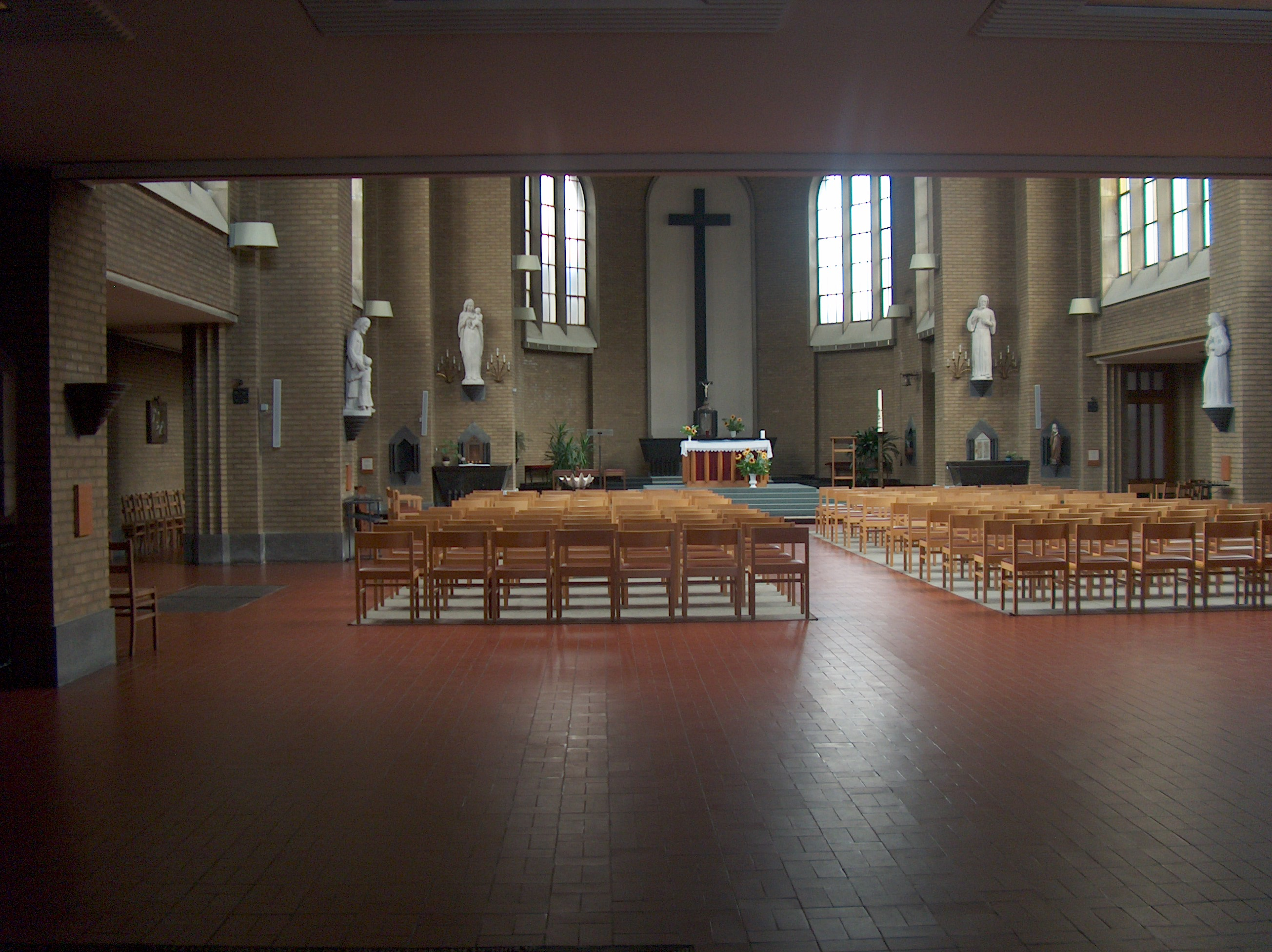